# STS-68
إس تي إس-68 (بالإنجليزية: STS-68)‏ الرحلة الخامسة والستون ضمن برنامج مكوك الفضاء لوكالة ناسا، والرحلة السابعة على متن مكوك الفضاء إنديفور، انطلقت الرحلة في 30 سبتمبر 1994 من مركز كينيدي للفضاء ، وهبطت بتاريخ 11 أكتوبر في قاعدة إدواردز الجوية، بعد أحد عشر يوماً مكثتها الرحلة في الفضاء، خلال الرحلة تم قياس خرائط التوزيع العالمي لغاز أول أكسيد الكربون في الغلاف الجوي، وتوفير بيانات حول أمكانية قيام الغلاف الجوي بتنظيف نفسه من الغازات المسببة للاحتباس الحراري، وتحديد أي من المكونات الكيميائية التي تزيد من درجة حرارة الغلاف الجوي للأرض، بلغ عدد الرواد المشاركين في الرحلة ستة رواد.